# Itaipé
Itaipé är en kommun i Brasilien.   Den ligger i delstaten Minas Gerais, i den sydöstra delen av landet, 700 km öster om huvudstaden Brasília. Antalet invånare är 11 798.
Omgivningarna runt Itaipé är huvudsakligen savann. Runt Itaipé är det ganska glesbefolkat, med 24 invånare per kvadratkilometer.